# (9037) 1990 UJ2
(9035) 1990 UJ2 là một tiểu hành tinh vành đai chính. Nó được phát hiện bởi Atsushi Sugie ở Đài thiên văn Dynic ở Nhật Bản ngày 20 tháng 10 năm 1990.